# Gymnadenia eggeriana
Gymnadenia eggeriana är en orkidéart som beskrevs av Olivier Gerbaud.
Gymnadenia eggeriana ingår i släktet brudsporrar och familjen orkidéer. Inga underarter finns listade i Catalogue of Life.